# Marouf al-Bakhit
Tiến sĩ Marouf Suleiman al-Bakhit (tiếng Ả Rập: معروف البخيت, 18 tháng 3 năm 1947 – 7 tháng 10 năm 2023) là một nhà chính trị Jordan. Năm 2011, sau nhiều cuộc biểu tình, quốc vương Abdullah II thay đổi nội các và bổ nhiệm Marouf al-Bakhit làm thủ tướng Jordan.
Ông làm thủ tướng từ 27/11/2005 cho đến 25/11/2007. Ông từng là đại sứ Jordan tại Israel và từng giữ chức tư lệnh anh ninh quốc gia. Ông đã được quốc vương Abdullah II bổ nhiệm làm thủ tướng trong vòng chưa đến 3 tuần sau vụ đánh bom Amman 2005, ưu tiên chính của ông là duy trì an ninh và ổn định ở Jordan. Ông đã được quốc vương Jordan tái bổ nhiệm làm thủ tướng vào ngày 1/2/2011 sau nhiều cuộc biểu tình.
Ông tốt nghiệp cử nhân Quản lý tổng hợp và Khoa học chính trị tại Đại học Jordan. Ông cũng có bằng thạc sĩ Quản lý tại Đại học Nam California và tiến sĩ Nghiên cứu chiến tranh tại King's College London năm 1990.
Ông qua đời ngày 7 tháng 10 năm 2023, hưởng thọ 76 tuổi.